# Smałzawod
Smałzawod (biał. Смалзавод; ros. Смолзавод, Smołzawod) – chutor na Białorusi, w obwodzie grodzieńskim, w rejonie ostrowieckim, w sielsowiecie Michaliszki.

## Położenie
Chutor położony jest nad Wilią, na przeciwległym brzegu do głównej części Michaliszek. Graniczy z prawobrzeżną częścią Michaliszek. Leży na terenie Rezerwatu Krajobrazowego Jeziora Soroczańskie.

## Historia
Miejscowość powstała po II wojnie światowej na terenie należącej do Michaliszek smolarni.